# Trichocintractia
Trichocintractia är ett släkte av svampar. Trichocintractia ingår i familjen Anthracoideaceae, ordningen Ustilaginales, klassen Ustilaginomycetes, divisionen basidiesvampar och riket svampar.
|                  | Cintractia                                      |
|                  |                                                 |
|                  | Tolyposporium                                   |
|                  |                                                 |
|                  | Anthracoidea                                    |
|                  |                                                 |
|                  | Testicularia                                    |
|                  |                                                 |
|                  | Farysia                                         |
|                  |                                                 |
|                  | Schizonella                                     |
|                  |                                                 |
|                  | Pilocintractia                                  |
|                  |                                                 |
|                  | Portalia                                        |
|                  |                                                 |
|                  | Dermatosorus                                    |
|                  |                                                 |
|                  | Ustanciosporium                                 |
|                  |                                                 |
|                  | Moreaua                                         |
|                  |                                                 |
|                  | Kuntzeomyces                                    |
|                  |                                                 |
|                  | Stegocintractia                                 |
|                  |                                                 |
|                  | Leucocintractia                                 |
|                  |                                                 |
|                  | Farysporium                                     |
|                  |                                                 |
|                  | Heterotolyposporium                             |
|                  |                                                 |
| Trichocintractia | \| \| Trichocintractia utriculicola \| \| \| \| |
|                  | \| \| Trichocintractia utriculicola \| \| \| \| |
|                  | Orphanomyces                                    |
|                  |                                                 |
|                  | Planetella                                      |
|                  |                                                 |
|                  | Crotalia                                        |
|                  |                                                 |
|                  | Trichocintractia utriculicola                   |
|                  |                                                 |

|  | Trichocintractia utriculicola |
|  |                               |